# 德埃萨斯德瓜迪斯
德埃萨斯德瓜迪斯，是西班牙安达卢西亚自治区格拉纳达省的一个市镇。总面积57平方公里，总人口571人（2001年），人口密度10人/平方公里。